# Andreas Kleerup
Andreas Per Kleerup, artistnamn Kleerup, född 2 april 1979 i Sollentuna, Stockholms län, är en svensk popmusiker, musikproducent och låtskrivare.

## Biografi
Andreas Kleerup (som artist kallad "Kleerup") växte upp i Täby. Hans far arbetade som skattejurist och hans mor arbetade som sekreterare. Han gick på Tibble Gymnasium i Täby. 
Kleerup var tidigare gift med Sahara Widoff (född 1979), dotter till Anders Widoff och Gunilla Linn Persson. Tillsammans med tidigare flickvännen Sonja Berggren har han en son född 2009. Kleerup är bosatt på Södermalm i Stockholm.

## Musik
År 2001 var Kleerup med och skrev låten "Follow Me" (I samarbete med Alexander Papaconstantinou och Andreas Unge) till svensk-grekiska pop-duon Antique. Låten finns med på Antiques andra album "Die For You" som släpptes 2001.
2004-2006 var Kleerup en av trummisarna i bandet Teddybears, vilket  ledde till jobbet som kapellmästare, basist, gitarrist och trummis åt Robyn åren 2005-2007.
2006 var Kleerup med att skriva ett bidrag till Melodifestivalen, "Aiayeh", som framfördes av Simone Moreno. Bidraget slutade på sista plats i första delfinalen. Under 2007 var Kleerup musikalisk ledare för TV-programmet Bingo Royale tillsammans med Nisse Edwall och Mona Seilitz, ett uppdrag som slutade med att han skrev in sig på behandlingshem för missbruksproblem. Solodebuten Kleerup producerades huvudsakligen under tiden på behandlingshem. På albumet har Kleerup lånat in ett flertal sångare, exempelvis Titiyo, Marit Bergman och Neneh Cherry. Tillsammans med Robyn nådde Kleerup stora framgångar med låten With Every Heartbeat som bland annat toppade Englandslistan. I Sverige låg singeln på försäljningslistan i 54 veckor. Kleerup gjorde en av remixerna till Lady Gagas hitlåt "Alejandro" 2009.
Kleerup var också medlem i musikgruppen The Meat Boys och han har skrivit och producerat låten '"Lay Me Down'" till Cyndi Lauper 2008. Kleerup har även sitt band, Me and My Army som släppte sitt debutalbum Thank God For Sending Demons vilket möttes av god kritik av Jan Gradvall. De turnerade som förband åt Teenage Fanclub och Glasvegas, samt framförde en version av Benny Anderssons "Klinga Mina Klockor" som gäster hos Kalle Moraeus. 
I februari 2013 släppte Kleerup låten "Requiem Solution". Låten är ett samarbete med Loreen och premiärframfördes på Grammisgalan på Cirkus i Stockholm.
Kleerup släppte den 5 september 2014 singeln "Let Me In" med Susanne Sundfør. Låten finns med på minialbumet As If We Never Won. "Let Me In" var med i en reklamfilm regisserad av Jonas Åkerlund för klädkedjan H&M.
2015 deltog han i TV4:s program Så mycket bättre.

## Film och teater
I augusti 2009 startade den långa inspelningen av långfilmen Spindelgången, där Andreas Kleerup spelar huvudrollen Nathanael Coppelius.
Till Stockholms stadsteaters 50-årsjubileum 2010 skrev Kleerup i samarbete med den återkommande samarbetspartnern Carl Bagge musiken till den stora jubileumsuppsättningen av Harry Martinsons Aniara i regi av Lars Rudolfsson. Musiken var för utökad dubbel stråkkvartett och teaterns stora ensemble med bland andra Helen Sjöholm och Sven Wollter. Om arbetet och de dramatiska personliga svårigheterna och nära-döden-upplevelser under tiden handlar dokumentärfilmen Kleerups Aniara, som sändes på SVT i maj 2012.

## Diskografi

### Album
- 2008 – Kleerup
- 2011 – Me And My Army
- 2012 – Aniara
- 2017 – Recaptured
- 2020 – 2

### Samlingar
- 2015 - Det var den sommaren (Så mycket bättre-tolkningar)

### EP
- 2009 – Hello Holla
- 2014 – As If We Never Won

### Singlar
- 2005 – Medication
- 2007 – With Every Heartbeat (med Robyn)
- 2008 – Longing for Lullabies (med Titiyo)
- 2008 – 3 AM (med Marit Bergman)
- 2008 – Forever (med Neneh Cherry)
- 2009 – Until We Bleed (med Lykke Li)
- 2009 – History (med Linda Sundblad)
- 2011 – For Last (med Adam Tensta)
- 2013 – Requiem Solution (med Loreen)
- 2013 – Northern Light
- 2014 – Let Me In (med Susanne Sundfør)
- 2016 - Carry On (med Sabina Ddumba)
- 2019 – Lovers Table (med AlunaGeorge)

### Priser och utmärkelser
- 2009: Grammis för Årets kompositör, Årets nykomling samt Årets producent.[20]
- 2010: NME utsåg Kleerup till en av årets 20 hetaste producenter[21]
- 2010 – SKAP-stipendiet